# CLEC4C
عضو C از خانوادهٔ ۴ دومِـین لکتین نوع سی (انگلیسی: C-type lectin domain family 4, member C) که با نام CD303 هم شناخته می‌شود، یک پروتئین پوسته یاخته است که در انسان توسط ژن «CLEC4C» کُدگذاری می‌شود.
این پروتئین در سلول‌های دندریتیک پلاسموسیتوئید یافت می‌شود و به عنوان یک نشانگر زیستی برای این سلول‌ها استفاده می‌شود